# Ramon Menezes Hubner
Ramon Menezes Hubner (* 30. červen 1972) je bývalý brazilský fotbalista.

## Reprezentace
Ramon odehrál 5 reprezentačních utkání. S brazilskou reprezentací se zúčastnil Konfederační pohár FIFA 2001.

## Statistiky
| Brazílie | Brazílie | Brazílie |
| Roky     | Záp.     | Góly     |
| -------- | -------- | -------- |
| 2001     | 5        | 1        |
| Celkem   | 5        | 1        |